# Hydractinia laevispina
Hydractinia laevispina is een hydroïdpoliep uit de familie Hydractiniidae. De poliep komt uit het geslacht Hydractinia. Hydractinia laevispina werd in 1922 voor het eerst wetenschappelijk beschreven door Fraser. 